# Þingvellir
Þingvellir je národní park na jihozápadě Islandu u poloostrova Reykjanes. Bylo to právě v této oblasti, kde vznikl Althing, jeden z nejstarších parlamentů na světě. Dosud se zde nacházejí jeho pozůstatky, pročež byla oblast v roce 1944 vyhlášena za národní park. Od roku 2004 pak byl zařazen na Seznam světového dědictví UNESCO.
Parlament, případně althing byl v Þingvelliru založen v roce 930 a fungoval zde až do roku 1789.